# PulteGroup
PulteGroup, Inc. (NYSE: PHM) er en amerikansk boligbyggevirksomhed, der er baseret Atlanta, Georgia. Årligt bygger de 29.000 boliger og i alt igennem årerne har de bygget 775.000 boliger.
De driver virksomhed på 44 markeder i 23 delstater. Virksomheden blev etableret af Bill Pulte i 1950.